# Science-Fiction-Jahr 1813
Übersicht

1810 | 1811 | 1812 | Science-Fiction-Jahr 1813 | 1814 | 1815 | 1816 | 1817 | ► | ►►

Weitere Ereignisse

## Neuerscheinungen Literatur
| Deutscher Titel                                                                           | Deutschsprachiges Erscheinungsjahr | Originaltitel                                                            | Autor             | Anmerkungen |
| ----------------------------------------------------------------------------------------- | ---------------------------------- | ------------------------------------------------------------------------ | ----------------- | ----------- |
| Kurzer Bericht über eine bemerkenswerte Luftreise und die Entdeckung eines neuen Planeten | 2017                               | Kort verhaal van eene aanmerklijke luchtreis en nieuwe planeetontdekking | Willem Bilderdijk |             |
|                                                                                           |                                    | A Flight to the Moon; or, the Vision of Randalthus                       | George Fowler     |             |